# Tadeusz Piguła
Tadeusz Andrzej Piguła (ur. 10 sierpnia 1952 w Koninie) – polski szablista, trzykrotny medalista mistrzostw świata, mistrz Europy, olimpijczyk, a także trener.

## Życiorys
Trenował w latach 1970–1993 w Zagłębiu Konin. W 1980 wystartował na igrzyskach w Moskwie, gdzie zajął w drużynowym turnieju szablistów czwarte miejsce. W 1980 na igrzyskach w Seulu był piąty w drużynie i dwunasty indywidualnie. W 1982 został indywidualnym mistrzem Europy podczas mistrzostw w Mödling. W drużynie trzykrotnie uzyskiwał medale na mistrzostwach świata. Wielokrotnie zdobywał medale mistrzostw Polski: złote (indywidualnie w 1981, 1984 i 1985, drużynowo w 1983), srebrne (indywidualnie w 1980, drużynowo w 1982 i 1984) oraz brązowe (indywidualnie w 1978, 1983, 1988 i 1990, drużynowo w 1986 i 1987). W 1982 wygrał turniej O Szablę Wołodyjowskiego.
W 1988 ukończył studia na Akademii Wychowania Fizycznego w Katowicach. Po zakończeniu kariery zawodniczej zajął się działalnością trenerską i sędziowską. Wybierany także do rady miejskiej Konina z ramienia Sojuszu Lewicy Demokratycznej (w tym w 2002, 2006, 2010 i 2018).
W 2012 został odznaczony Krzyżem Kawalerskim Orderu Odrodzenia Polski.
Jest ojcem Katarzyny Piguły.